# Плавание на летних Олимпийских играх 1912
Соревнования по плаванию на летних Олимпийских играх 1912 года проводились среди мужчин и женщин; это была первая Олимпиада, на которой в плавании состязались женщины.

## Общий медальный зачёт
| Место | Страна         | Золото | Серебро | Бронза | Всего |
| ----- | -------------- | ------ | ------- | ------ | ----- |
| 1     | Германия       | 2      | 3       | 2      | 7     |
| 2     | Австралазия    | 2      | 2       | 2      | 6     |
| 3     | США            | 2      | 1       | 1      | 4     |
| 4     | Канада         | 2      | 0       | 0      | 2     |
| 5     | Великобритания | 1      | 2       | 3      | 6     |
| 6     | Швеция         | 0      | 1       | 0      | 1     |
| 7     | Австрия        | 0      | 0       | 1      | 1     |
|       |                |        |         |        |       |
| Всего | Всего          | 9      | 9       | 9      | 27    |

## Медалисты

### Мужчины
| Дисциплина                      | Золото                                                                         | Серебро                                                                    | Бронза                                                                         |
| ------------------------------- | ------------------------------------------------------------------------------ | -------------------------------------------------------------------------- | ------------------------------------------------------------------------------ |
| 100 м вольным стилем            | Дьюк Каханамоку США                                                            | Сесил Хили Австралазия                                                     | Кеннет Хасзэг США                                                              |
| 400 м вольным стилем            | Джордж Ходгсон Канада                                                          | Джон Хэтфилд Великобритания                                                | Харольд Хардвик Австралазия                                                    |
| 1500 м вольным стилем           | Джордж Ходгсон Канада                                                          | Джон Хэтфилд Великобритания                                                | Харольд Хардвик Австралазия                                                    |
| 100 м на спине                  | Гарри Хебнер США                                                               | Отто Фар Германия                                                          | Пауль Келльнер Германия                                                        |
| 200 м брассом                   | Вальтер Бате Германия                                                          | Вильгельм Лютцов Германия                                                  | Курт Малиш Германия                                                            |
| 400 м брассом                   | Вальтер Бате Германия                                                          | Тор Хеннинг Швеция                                                         | Перси Кортмэн Великобритания                                                   |
| Эстафета 4×200 м вольным стилем | Австралазия · Сесил Хили · Малькольм Чэмпион · Лесли Бордмен · Харольд Хардвик | США · Кеннет Хасзэг · Гарри Хебнер · Перри Макджилливрэй · Дьюк Каханамоку | Великобритания · Уильям Фостер · Томас Баттерсби · Джон Хэтфилд · Генри Тейлор |

### Женщины
| Дисциплина                      | Золото                                                                    | Серебро                                                                   | Бронза                                                                    |
| ------------------------------- | ------------------------------------------------------------------------- | ------------------------------------------------------------------------- | ------------------------------------------------------------------------- |
| 100 м вольным стилем            | Фанни Дюрек Австралазия                                                   | Вильгельмина Уайли Австралазия                                            | Дженни Флетчер Великобритания                                             |
| Эстафета 4×100 м вольным стилем | Великобритания · Изабелла Мур · Дженни Флетчер · Анни Спеэрс · Ирэн Стиэр | Германия · Валли Дрессель · Луиза Отто · Хермине Штиндт · Грете Розенберг | Австрия · Маргарет Адлер · Клара Мильх · Йозефина Штикер · Берта Цахоурек |